# Brzóstków
Brzóstków (do końca 2015 roku Brzostków) – wieś w Polsce, położona w województwie wielkopolskim, w powiecie jarocińskim, w gminie Żerków, na terenie Żerkowsko-Czeszewskiego Parku Krajobrazowego. Wchodzi w skład sołectwa Śmiełów.
W latach 1975–1998 wieś administracyjnie należała do województwa kaliskiego.
 Przez Brzóstków przebiega czarny szlak rowerowy, łączący Żerków przez Raszewy, Śmiełów, Nową Wieś Podgórną, Czeszewo i Winną Górę z Miłosławiem.

## Integralne części wsi
| SIMC    | Nazwa      | Rodzaj    |
| ------- | ---------- | --------- |
| 0906002 | Konstancin | część wsi |

## Zabytki
Do rejestru zabytków wpisane są następujące obiekty:
- klasycystyczny kościół św. Jana Chrzciciela z lat 1838-1840[6]
- dwór Ponińskich z ok. 1781[7]
- spichlerz z XVIII wieku, przebudowany w stylu neogotyckim ok. 1830
- kuźnia z XIX wieku[8] (obecnie całkowicie zrujnowana)
- park